# Betlejem (Krzeszów)

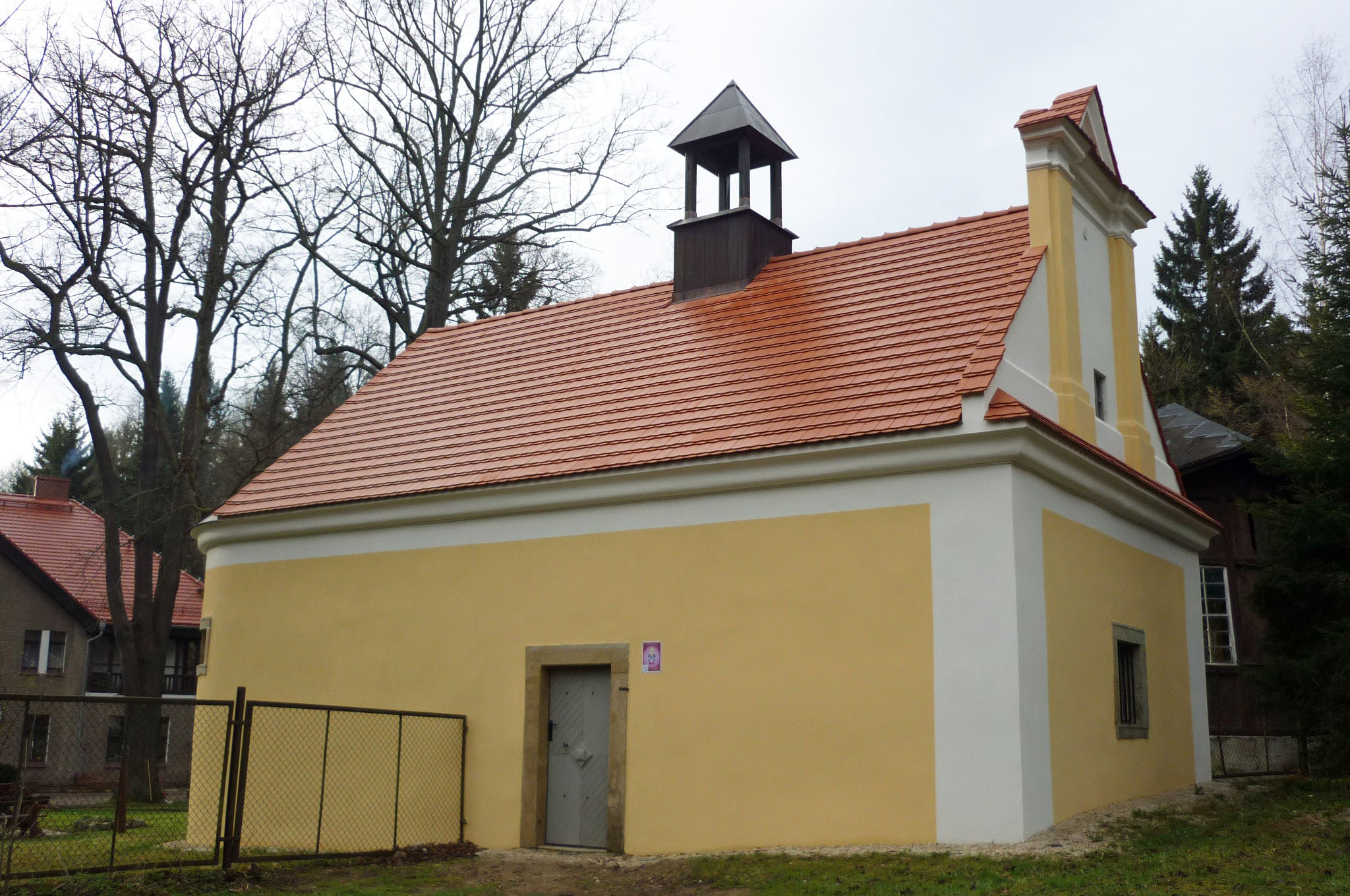
Bethlehem-Kapelle

Betlejem (deutsch Bethlehem) ist eine Ortslage von Krzeszów (Grüssau) in der Woiwodschaft Niederschlesien in Polen.

## Geographie
Betlejem liegt zwei Kilometer westlich von Krzeszów am Engelsberg (polnisch Anielska Góra) am Bach Kidron (Cedron), einem linken Nebenfluss der Zieder (Zadrna).

## Geschichte
Bethlehem war bis zur Säkularisation 1810 Stiftsgut des Klosters Grüssau. 1818 wurde es dem Kreis Landeshut eingegliedert, mit dem es bis  1945 verbunden blieb.
Als Folge des Zweiten Weltkriegs fiel Bethlehem mit dem größten Teil Schlesiens 1945 an Polen. Nachfolgend wurde es in Betlejem umbenannt. Die deutschen Einwohner wurden, soweit sie nicht schon vorher geflohen waren, vertrieben. Die neu angesiedelten Bewohner waren teilweise Zwangsumgesiedelte aus Ostpolen, das an die Sowjetunion gefallen war.

## Sehenswürdigkeiten
- Kapelle der Geburtsgrotte Jesu: Sie wurde 1674 am Hang des Engelberges als Stiftung des Abtes Bernardus Rosa nach dem Vorbild der Kapelle am Augustinerkloster in Prag errichtet. Der Entwurf stammt vom Klosterbaumeister Martin Schuppert (* um 1633 in Böhmen; † 1710 in Landeshut), dem auch die Bauleitung oblag. Den Stuckdekor schuf 1675 Matthias Mayer aus Bayern. Seit 1927 dient die Kapelle als Ersatz für die abgetragene Kreuzwegstation V. des Klosters Grüssauer Kalvarienbergs.
- Der Wasserpavillon der Äbte wurde um 1730 als Stiftung des Abtes Innozenz Fritsch erbaut. Er wurde auf Gewässerboden auf Pfählen errichtet und von einem hölzernen Laubengang umgeben. Den Innenraum schmücken architektonische Malereien von Georg Wilhelm Neunhertz, die Szenen aus dem Alten Testament darstellen. Die untere Reihe zeigt Bilder, die mit Wasser in Zusammenhang stehen, die obere Reihe stellt die Geschichte des Königs David dar. In der Laterne befinden sich ovale Büsten mit Kriegern Davids. Das steile Zeltdach ist mit einer hohen, oktogonalen Laterne bekrönt. Vom Ufer aus wurde die Anlage über eine überdachte Brücke erreicht.